# Розділ (фільм, 2007)
«Розділ» (англ. Partition) — канадський фільм режисера Віка Саріна 2007 року, сценаристів Патрісії Фінн і Віка Саріна, в головних ролях — Джимі Містрі та Крістін Кройк. Дія фільму відбувається в 1947 р. під час розділу Індії, він був частково знятий в Камлупсі, Британська Колумбія, Канада. Цей фільм є англійським римейком «Gadar: Ek Prem Катха» (2001).

## Сюжет
Сповнений рішучості залишити руйнівну війну, 38-річний Джан Сінгх (Джимі Містрі) відмовляється від служби в армії Британської Індії та міняє її на спокійне життя. Його світ швидко перевертається, коли він виявляється відповідальним за життя 17-річної мусульманської дівчинки, відокремленої від своєї сім'ї і травмованої в результаті конфлікту в розділі Індії. Опираючись на табу релігійної прірви, Джан повільно закохується в уразливу Насім (Крістін Кройк), і вона несміливо відповідає.